# 가스미가우라정
가스미가우라정(霞ヶ浦町)은 이바라키현의 남부에 위치해 가스미가우라에 접해 있던 정이다. 가스미가우라시에 해당한다. 2005년 3월 28일에 인접하는 지요다정과 합병에 의해 가스미우라시가 되었다.

## 지리
도쿄에서 60km권내 이바라키현 남부의 정이다.

## 역사
- 1889년 4월 1일 - 정촌제 시행과 함께 시모오쓰촌, 미나미촌, 우시와타촌, 사가촌, 안쇼쿠촌, 시시코촌이 설치되었다.
- 1955년 2월 11일 - 시모오쓰촌, 미나미촌, 우시와타촌, 사가촌, 안쇼쿠촌, 시시코촌
- 1997년 4월 1일 - 가스미가우라촌으로 개칭과 동시에 정으로 승격하였다.
- 2005년 3월 28일 - 지요다정과 합병해 가스미가우라시가 되었다.

## 교통

### 철도
- 동일본 여객철도 조반선이 지나가긴 하지만 역이 없다. 시계에서 가장 가까운 역은 쓰치우라시에 있는 간다쓰역이며, 역 구내가 아주 살짝 이 시에 걸친다.

### 도로
- 국도 제354호선